# Edward Hulewicz (EP)
Edward Hulewicz – EP polskiego piosenkarza Edwarda Hulewicza, wydany w 1971 roku nakładem wytwórni Polskie Nagrania „Muza”. 
Minialbum stanowi drugą „czwórkę” w dorobku artystycznym wokalisty. Nagrania odbyły się przy udziale Eugeniusza Majchrzaka, grupy muzycznej Partita oraz zespołu instrumentalnego.

## Lista utworów
Opracowano na podstawie materiału źródłowego.
Strona A
1. „Nie pytaj” (muz. Maciej Kossowski, sł. Bogdan Loebl)
2. „Za piękne słowa” (muz. Janusz Koman, sł. Włodzimierz Patuszyński)

Strona B
1. „Kochałbym Cię” (muz. Katarzyna Gärtner, sł. Jerzy Kleyny)
2. „Zielone łąki” (muz. Henryk Klejne, sł. Andrzej Bianusz)